# Diocesi di Sumbawanga
La diocesi di Sumbawanga (in latino Dioecesis Sumbavangensis) è una sede della Chiesa cattolica in Tanzania suffraganea dell'arcidiocesi di Mbeya. Nel 2022 contava 865.430 battezzati su 1.380.271 abitanti. È retta dal vescovo Beatus Christian Urassa, O.S.S.

## Territorio
La diocesi comprende la parte meridionale della Regione del Rukwa in Tanzania.
Sede vescovile è la città di Sumbawanga, dove si trova la cattedrale dei Re Magi.
Il territorio è suddiviso in 26 parrocchie.

## Storia
Il vicariato apostolico di Karema fu eretto il 10 maggio 1946 con la bolla Quo maiora di papa Pio XII, ricavandone il territorio dal vicariato apostolico del Tanganica (oggi diocesi di Kigoma).
Il 25 marzo 1953 il vicariato apostolico fu elevato a diocesi con la bolla Quemadmodum ad Nos dello stesso papa Pio XII. Originariamente la diocesi era suffraganea dell'arcidiocesi di Tabora.
Il 24 ottobre 1969 ha assunto il nome attuale.
Il 23 ottobre 2000 ha ceduto una porzione del suo territorio a vantaggio dell'erezione della diocesi di Mpanda.
Il 21 dicembre 2018 è entrata a far parte della provincia ecclesiastica dell'arcidiocesi di Mbeya.

## Cronotassi dei vescovi
Si omettono i periodi di sede vacante non superiori ai 2 anni o non storicamente accertati.
- James Holmes-Siedle, M.Afr. † (29 luglio 1946 - 5 agosto 1958 nominato vescovo di Kigoma)
- Charles Msakila † (13 novembre 1958 - 23 febbraio 1994 deceduto)
  - Sede vacante (1994-1997)
- Damian Kyaruzi (21 aprile 1997 - 19 aprile 2018 ritirato)
- Beatus Christian Urassa, O.S.S., dal 19 aprile 2018

## Statistiche
La diocesi nel 2022 su una popolazione di 1.380.271 persone contava 865.430 battezzati, corrispondenti al 62,7% del totale.
| anno | popolazione | popolazione | popolazione | presbiteri | presbiteri | presbiteri | presbiteri                | diaconi | religiosi | religiosi | parrocchie |
| anno | battezzati  | totale      | %           | numero     | secolari   | regolari   | battezzati per presbitero | diaconi | uomini    | donne     | parrocchie |
| ---- | ----------- | ----------- | ----------- | ---------- | ---------- | ---------- | ------------------------- | ------- | --------- | --------- | ---------- |
| 1950 | 94.405      | 94.446      | 100,0       | 41         | 17         | 24         | 2.302                     |         |           | 13        | 13         |
| 1970 | 229.207     | 293.135     | 78,2        | 85         | 45         | 40         | 2.696                     |         | 40        | 98        | 25         |
| 1980 | 306.761     | 421.169     | 72,8        | 83         | 66         | 17         | 3.695                     |         | 17        | 125       | 25         |
| 1990 | 485.703     | 694.974     | 69,9        | 72         | 63         | 9          | 6.745                     |         | 10        | 258       | 29         |
| 1999 | 812.638     | 1.103.297   | 73,7        | 72         | 65         | 7          | 11.286                    |         | 57        | 301       | 28         |
| 2000 | 527.226     | 603.291     | 87,4        | 90         | 52         | 38         | 5.858                     |         | 46        | 280       | 17         |
| 2001 | 580.000     | 748.821     | 77,5        | 51         | 46         | 5          | 11.372                    |         | 67        | 300       | 22         |
| 2002 | 580.000     | 748.821     | 77,5        | 54         | 49         | 5          | 10.740                    |         | 82        | 300       | 22         |
| 2003 | 593.867     | 928.941     | 63,9        | 52         | 48         | 4          | 11.420                    |         | 61        | 295       | 22         |
| 2004 | 607.143     | 928.941     | 65,4        | 53         | 49         | 4          | 11.455                    |         | 71        | 208       | 22         |
| 2010 | 711.680     | 1.109.760   | 64,1        | 54         | 47         | 7          | 13.179                    |         | 62        | 307       | 23         |
| 2014 | 757.451     | 1.244.330   | 60,9        | 48         | 42         | 6          | 15.780                    |         | 61        | 320       | 24         |
| 2017 | 805.388     | 1.323.080   | 60,9        | 60         | 53         | 7          | 13.423                    |         | 71        | 348       | 21         |
| 2020 | 859.710     | 1.412.320   | 60,9        | 59         | 55         | 4          | 14.571                    |         | 71        | 378       | 21         |
| 2022 | 865.430     | 1.380.271   | 62,7        | 72         | 62         | 10         | 12.019                    |         | 108       | 410       | 26         |